# Empoasca alboneura
Empoasca alboneura är en insektsart som beskrevs av David D. Gillette 1898. Empoasca alboneura ingår i släktet Empoasca och familjen dvärgstritar. Inga underarter finns listade i Catalogue of Life.